# Parishymnen
Parishymnen (franska La Parisienne) är en fransk dikt som tillkom under julirevolutionen 1830.
Hymnen författades av Casimir Delavigne till en marschmelodi av Auber. Dess första vers lyder: Peuple français, peuple des braves. Tämligen spak i tonen och hyllande Ludvig Filip, fick den en tid tjänstgöra som folksång under borgarkungadömet. Den fick text på svenska av C.V.A. Strandberg.